# 하이퍼매개
하이퍼 매개(hypermediacy)는 보는 자에게 미디어를 환기시켜줄 목적으로 만들어진 시각 표상 양식. 재매개의 두 가지 전략 중의 하나다. 다른 하나는 (투명성의) 비매개다.

## 소개
하이퍼매개 (Hypermediacy, 매체 상기성). 하이퍼 매개의 사전적 정의는 ‘Hyper' [초월, 다중, 건너편, 과도]와 'Mediacy' [개재, 매개, 조정]의 합성어로서, 볼터와 그루신에 의하면, 보는 사람으로 하여금 그 매체를 상기하거나 인식하도록 만드는 매개 속성을 말한다. 이러한 매체 상기성은 즉시성과 함께 서구의 시각적 표현을 지배해 온 역사를 지니고 있다. 비매개의 즉시성이 매체 사용자의 존재를 지워버리거나 표현 행동을 자동적으로 만든다면, 하이퍼매개의 매체 상기성을 표현 행동의 다양성을 인정하고 그것을 가시적으로 만든다. 즉시성이 통일된 하나의 시각적 공간을 제공한다면, 매체 상기성은 다양한 이질적 공간들을 제공한다. 매체 상기성이 공간에서 보여주는 표현방식은 다른 공간의 표현들이나 혹은 다른 미디어를 향해서도 열려있는 창과 같이 기능한다. 즉 하이퍼매개는 미디어의 매개화 과정을 숨기는 것이 아니라, 오히려 다중적 표상 행위를 인정하고 미디어를 인식하도록 하는 것이다.하이퍼매개속성이 TV를 통한 학습에 미치는 영향

## 관련도서
재매개 : 뉴미디어의 계보학 Bolter, Jay David, 커뮤니케이션북스,[2008]

## 관련논문
디지털 시대 영화의 하이퍼매개성 연구 김영주, 이화여자대학교 대학원,[2008] [국내석사]
미디어 파사드의 하이퍼매개성 연구 = Media Facade's Hyper Mediation 최정은, 홍익대학교 영상대학원,[2011] [국내석사]
디지털 시대 영화의 하이퍼매개성 연구 김영주, 이화여자대학교 대학원,[2008] [국내석사]
미디어 융합에 따른 모션 그래픽스 하이퍼매개 강현옥(Kang Hyunock) (디지털디자인학연구, Vol.30 No.-, [2011])
하이퍼매개 이론적 특성을 바탕으로 한 디지털 패션매거진 디자인에 관한 연구 = Study of Digital Fashion Magazine Design Based on Hyper-Mediation Theory 강누리(Kang, Nuri) 백주홍(Baek, Juhong) 김보연(Kim, Boyeun) (디지털디자인학연구, Vol.14 No.1, [2014])

## 같이 보기
- 하이퍼미디어